# Uladsislau Kulesch
Uladsislau Wjatschaslawawitsch Kulesch (belarussisch Уладзіслаў Вячаслававіч Кулеш, englisch Uladzislau Kulesh; * 28. Mai 1996 in Homel, Belarus) ist ein belarussischer Handballspieler. Der 2,06 m große linke Rückraumspieler spielt für den deutschen Bundesligisten MT Melsungen und für die belarussische Nationalmannschaft.

## Karriere

### Verein
Uladsislau Kulesch stand ab 2013 in der Männer-Mannschaft von SKA Minsk, mit der er fünfmal in Folge Vizemeister wurde. Ab 2018 lief er für den polnischen Rekordmeister Łomża Vive Kielce auf, mit dem er 2019 und 2021 das Double feiern konnte. Im Finale der EHF Champions League 2021/22 unterlag er mit Kielce dem FC Barcelona erst nach Siebenmeterwerfen 35:37. Im Sommer 2022 verließ er vorzeitig Kielce und schloss sich dem deutschen Bundesligisten TSV Hannover-Burgdorf an. Im Sommer 2025 lief sein Vertrag bei der TSV Hannover-Burgdorf aus. Anschließend unterschrieb er einen Kontrakt bei der MT Melsungen bis zum Jahresende 2025 mit einer Option zur Verlängerung bis Sommer 2026.

### Nationalmannschaft
Für die belarussische Nationalmannschaft bestritt Uladsislau Kulesch seit 2015 92 Länderspiele, in denen er 353 Tore erzielte. Er nahm an den Weltmeisterschaften 2017 und 2021 sowie den Europameisterschaften 2016, 2018 und 2020 teil.

## Erfolge
- mit Łomża Vive Kielce
  - Polnischer Meister 2019, 2020, 2021, 2022
  - Polnischer Pokalsieger 2019, 2021
  - Finalist der EHF Champions League: 2022